# كأس سوريا 2013
كأس سوريا 2013 هي النسخة الثالثة والأربعين من كأس سوريا، وهي بطولة خروج المغلوب الأولى لفرق كرة القدم في سوريا. الفائز تأهل لكأس الاتحاد الآسيوي 2014.
يلعب 16 فريقًا بنظام خروج المغلوب، وتقام جميع المباريات من مباراة واحدة على ملعب محايد.
تُوج به نادي الوحدة.

## الدور الأول
| فريق 1       | نتيجة     | فريق 2   |
| ------------ | --------- | -------- |
| أمية3        | 0–3       | المحافظة |
| مصفاة بانياس | 3–0       | الحرية1  |
| النواعير     | 0–6       | الوحدة   |
| الكرامة      | 2–2 (0–3) | الطليعة  |
| تشرين        | 2–0       | حطين     |
| الجيش        | 1–0       | الجزيرة  |
| المجد        | 4–1       | الوثبة   |
| الاتحاد2     | 0–3       | الشرطة   |

1، 2، 3، انسحب كل من الحرية والاتحاد وأمية.

## ربع النهائي
| فريق 1   | نتيجة     | فريق 2       |
| -------- | --------- | ------------ |
| الوحدة   | 4–0       | الطليعة      |
| المحافظة | 1–0       | المجد        |
| الجيش    | 2–1       | تشرين        |
| الشرطة   | 0–0 (4–2) | مصفاة بانياس |

## نصف النهائي
| فريق 1 | نتيجة | فريق 2   |
| ------ | ----- | -------- |
| الوحدة | 1–0   | المحافظة |
| الجيش  | 2–1   | الشرطة   |

## النهائي
| فريق 1 | نتيجة        | فريق 2 |
| ------ | ------------ | ------ |
| الوحدة | 1–0 (ب.و.إ.) | الجيش  |